# Original Me
Az Original Me a Cascada nevű német együttes negyedik stúdióalbuma.

## Kislemezek
- "Pyromania" címmel az album első kislemeze, Németországban 2010. március 19-én kiadta Zooland Records. Egy electropop dal, melyben Natalie Horler énekli az egész dalt, viszont férfi 'énekli' a "Pyro-pyro"-t.
- A Night Nurse 2010. november 6-án jelent meg. A videó képekben kezdődik, majd látható lesz Natalie egy asztalon feküdve, és a bőre a szivárvány színeiben pompázik. Ekkor megjelenik R.I.O. és elkezdi énekelni a "Night Nurse"-t, majd Natalie látható táncosokkal. Egy hatalmas pókháló jelenik meg, majd a szoba megtelik táncosokkal. Natalie egy kör alakú ablak közepén áll. Majd a dal megáll, és egy férfi látható, aki a pókháló felé halad. Ahogy megérinti, a videó Nataliet mutatja egy pókhálós ágyon.
- A harmadik kislemez a "San Francisco" volt, ami június 3-án jelent meg. A dal eredeti premierje április 28-án volt. A videóbank Natalie a barátaival hippiknek öltözve tölt el egy éjszakát a San Franciscóban.
- "Au revoir" a 4. általános kislemez az albumról. A videóban Natalie és sok öltözött táncos, és táncolják végig a videót.

## Számlista
Original Me
1. San Francisco
2. Au revoir
3. Unspoken
4. Pyromania
5. Enemy
6. Independence Day
7. Stalker
8. Night Nurse
9. Sinner on the Dancefloor
10. Original Me
11. Hungover

Greatest Hits
1. Everytime We Touch
2. What Hurts the Most
3. Evacuate the Dancefloor
4. Truly Madly Deeply
5. What Do You Want from Me
6. Bad Boy
7. How Do You Do
8. A Neverending Dream
9. Fever
10. Wouldn't It Be Good
11. Dangerous
12. Because the Night
13. Faded
14. Perfect Day
15. Last Christmas